# Agathis moorei
Agathis moorei é uma espécie de conífera da família Araucariaceae.
Apenas pode ser encontrada na Nova Caledónia.
Está ameaçada por perda de habitat.